# 巴龙维尔
巴龙维尔（法語：Baronville，法語發音：[baʁɔ̃vil]；洛林语：Baironvelle）是法国摩泽尔省的一个市镇，位于该省中部略偏南，属于福尔巴克-布莱摩泽尔区。

## 地理
巴龙维尔（48°56'2"N, 6°36'31"E）面积6.18 平方千米，位于法国大東部大區摩泽尔省，该省份为法国东北部内陆省份，是洛林的一部分，西南接默尔特-摩泽尔省，东临下莱茵省，北与卢森堡和德国接壤。
与巴龙维尔接壤的市镇（或旧市镇、城区）包括：阿尚、代斯特里、阿尔普里什、朗德罗夫、莫朗日。

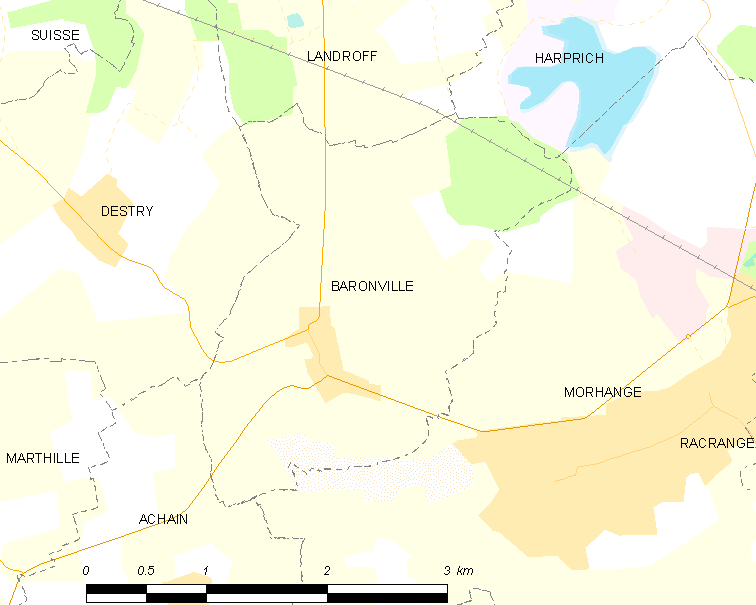
巴龙维尔的OSM定位图

巴龙维尔的时区为UTC+01:00、UTC+02:00（夏令时）。

## 行政
巴龙维尔的邮政编码为57340，INSEE市镇编码为57051。

## 政治
巴龙维尔所属的省级选区为萨拉尔布县。

## 人口

1962-2008年间巴龙维尔人口变化图示

巴龙维尔于2022年1月1日时的人口数量为369人。